# 東尤尼昂 (印第安納州)
東尤尼昂（英語：East Union）是位於美國印地安納州漢密爾頓縣的一個非建制地區。該地的面積和人口皆未知。